# 栃木県道137号樅山停車場線

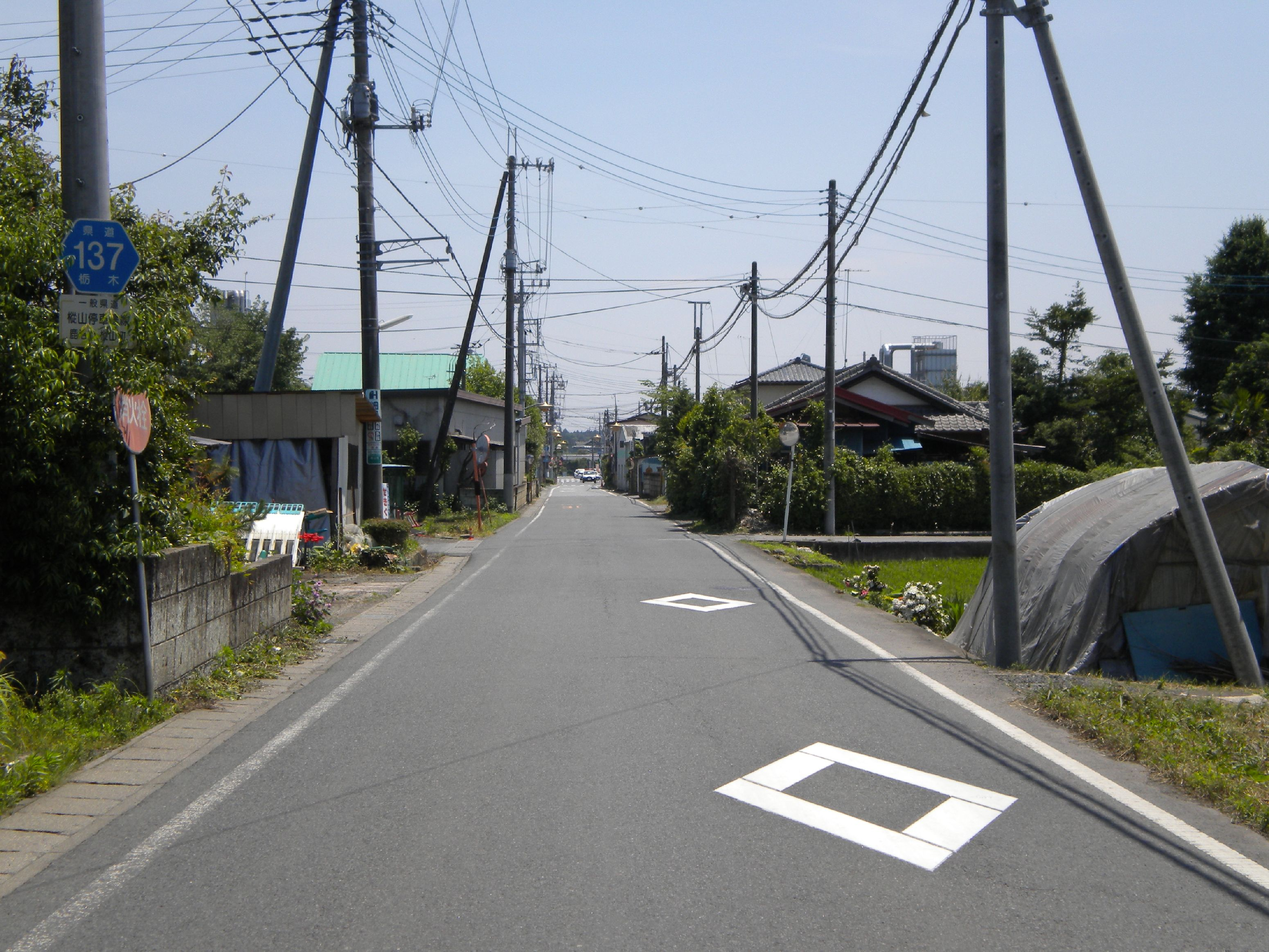
起点付近から終点方向を望む

栃木県道137号樅山停車場線（とちぎけんどう137ごう もみやまていしゃじょうせん）は、栃木県鹿沼市に位置する一般県道である。

## 概要
鹿沼市北押原地区（旧北押原村）の中心である東武樅山駅から例幣使街道までを結ぶ道路。沿線には北押原地区の古くからの住宅や工場が並んでいる。

## 路線データ
- 総延長：0.460km
- 起点：栃木県鹿沼市樅山町（樅山停車場）
- 終点：栃木県鹿沼市樅山町（樅山駅前交差点＝国道293号、国道352号交点）
- 認定：1961年（昭和36年）4月1日

## 沿線施設
- 東武鉄道日光線 樅山駅